# Андон Попщерев
Андон (Доне, Доно) Попщерев, още Попстерьов или Попов (изписване до 1945 година: Андонъ попъ Щеревъ), известен и като Дъмбенски и Рудински, е български революционер, деец на Вътрешната македоно-одринска революционна организация и Вътрешната македонска революционна организация.

## Биография

### Във ВМОРО
Роден е в 1881 година в костурското село Дъмбени, тогава в Османската империя, днес Дендрохори, Гърция. Получава основно образование. 
Влиза във ВМОРО в 1898 година и става четник на съселянина си Лазар Поптрайков. В 1899 година за заслуги е повишен в групов началник. Взима участие в сраженията на 31 май 1903 година при Локвата и Виняри около родното му село срещу многобройна турска войска и на 7 юни 1903 година в планината Бигла срещу 5000-на турска войска, въоръжена с оръдия и картечници.
През Илинденско-Преображенското въстание през лятото на 1903 е войвода на чета. Води сражение при Билища, ново сражение в местността Вълкана над село Апоскеп, при Невеска, Връбник, Загоричани, на Лисец и при село Кономлади. В наказателна акция турска войска опожарява къщата в Дъмбени.
След въстанието продължава революционната си дейност. На 15 май 1906 година води сражение с многобройна турска войска при местността Новият път край родното му село, където е тежко ранен. В местност Гюпските ниви води сражение с турска войска 5 часа. Между селата Желево и Търнава се сражава с гръцка чета. През 1907 година под войводството на Атанас Кършаков със своята група взема участие при унищожаването на гръцката чета на капитан Милас, който е убит по време на сражението.
През 1908 година след Младотурската революция, като преспански войвода се оттегля от района, в който действа, и през България заминава в Америка да търси нов живот.
При избухването на Балканската война в 1912 година се завръща и е доброволец в Македоно-одринското опълчение и се сражава в Нестроевата рота на Петнадесета щипска дружина и в Костурската съединена чета. През Междусъюзническата война е в Сборната партизанска рота на МОО. Награден е с орден „За храброст“ IV степен. Пленен е на 7 юли 1913 година и лежи в затвора Беаз куле в Солун от 12 юли 1913 година до 28 март 1914 година. След войната се установява в Енидже, Ксантийско.
През Първата световна война отново влиза в редовете на Българската армия и служи, като войник в 37 пехотен пирински полк до края ѝ.
Георги Константинов Бистрицки пише за него в 1919 г.:
| „ | Доно Дъмбенски от с. Дъмбени, с първоначално образование, участувал в доста сражения през 1907 и 1908 г., един от новите, подобно на Трайко Желевски костурски корещански войводи, днес е изгнаник в с. Енидже (Ксантийско) в големи грижи и лишения. | “ |

### Във ВМРО
След войната се включва във възстановяването на революционната организация и застава начело на Костурската околийска чета и през 1925 година отново прекосява Македония. През пролетта на 1925 година преминава река Вардар заедно с четите на Петър Ангелов, Илия Которкин, Тале Андонов и Наум Йосифов с куриерска чета на Христо Андонов. През месец октомври 1925 година заедно с леринската чета, води сражение в леринското село Попължани с многобройна гръцка войска. През месец ноември същата година заедно с член на леринската чета извършва атентат в Лерин, като хвърлят бомби в гръцкия Военен клуб. За последен път навлиза в революционната си околия в 1929 година.
По време на настъпилата криза във ВМРО след убийството на Александър Протогеров в 1928 година Попщерев е на страната на протогеровистите. На 3 януари 1932 година в град Станимака Андон Попщерев се прибира надвечер с двама другари от проведено събрание, когато двама политически опоненти го причакват в засада и в гръб стрелят по него. Няколко часа по-късно Доно Дъмбенски издъхва в дома си заобиколен от най-близките си хора. Убийците са Петър В. Гулев и Васил Ламбанов. 
Андон Попщерев е погребан с високи почести от своите близки, роднини и другари от ВМРО в Станимака (днес Асеновград). Оставя съпруга Елена Попщрева и син Борис Попщерев. На 1 април 1943 година, живеещата във Варна Елена Попщерева подава молба за българска народна пенсия. Молбата а е одобрена и пенсията е отпусната от Министерския съвет на Царство България. Мемориална плоча на Андон Попщерев е постаена на гроба на неговата съпруга Елена Попщерева във Варненски централни гробища.